# Otis Elevator Company

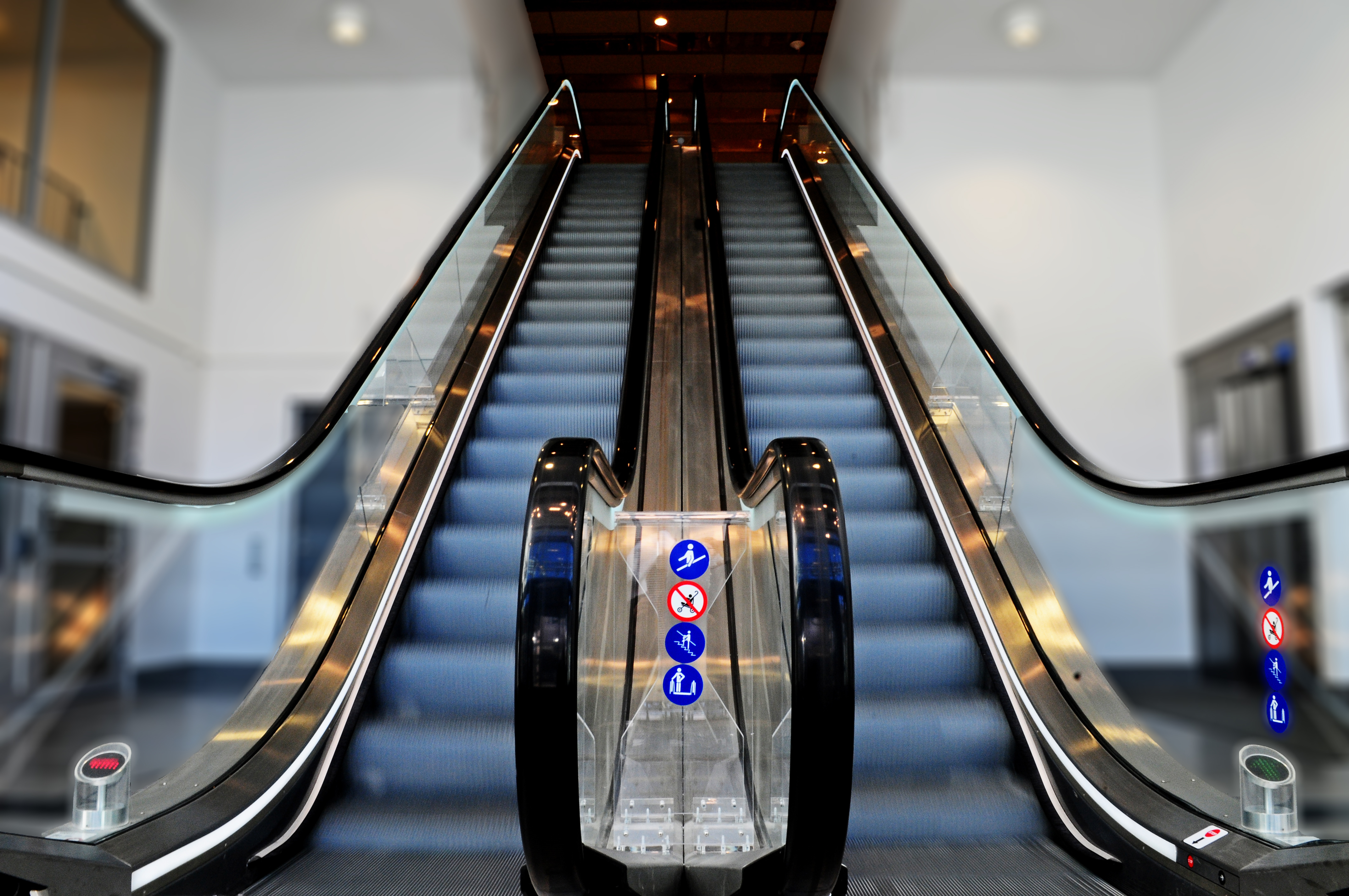
Schody ruchome Otis

Otis Elevator Company – amerykańskie przedsiębiorstwo branży przemysłowej produkujące windy oraz schody i chodniki ruchome. Siedziba spółki mieści się w Farmington w stanie Connecticut.
Przedsiębiorstwo zostało założone przez Elishę Otisa w 1853 roku. Od 1976 do kwietnia 2020 roku było częścią United Technologies Corporation (UTC). Obecnie jest to jeden z największych producentów wind i schodów ruchomych na świecie, zatrudniający ok. 60 000 pracowników. Według danych spółki na świecie działa ok. 2,5 mln urządzeń Otis.
Windy Otis zainstalowane są m.in. w wieży Eiffla w Paryżu, CN Tower w Toronto, Empire State Building i 7 World Trade Center w Nowym Jorku, John Hancock Center w Chicago, Burdż Chalifa w Dubaju, Petronas Towers w Kuala Lumpur oraz Shanghai World Financial Center w Szanghaju.
W lipcu 2022 roku firma windowa Otis sprzedała swoją działalność w Rosji holdingowi S8 Capital. Gospodarstwo otrzymało sprzęt, technologie i personel. Ponadto strona amerykańska zagwarantowała nieprzerwane dostawy niezbędnych części zamiennych. Na początku sierpnia została uruchomiona nowa linia produkcyjna. Od końca stycznia 2023 roku firma wytwarza produkty pod marką Meteor Lift.